# Förenta Staternas Legion
Förenta Staternas Legion (United States Legion) var Förenta Staternas armé 1792–1796. Chef för Legionen var generalmajor Anthony Wayne. Dess huvuduppgift var att utkämpa det Nordvästra indiankriget. Dess föregångare var First American Regiment.

## Organisation
Förenta Staternas legion bestod av fyra sublegioner om 1 280 soldater. Varje sublegion bestod av två infanteribataljoner, en jägarbataljon, ett dragonkompani och ett artillerikompani. Tillsammans bildade dragonkompanierna och artillerikompanierna varsin bataljon under varsin överstelöjtnant i legionsstaben. Legionen bestod av 5 414 soldater.
| Personal            | Legionsstab | Läkarstat | En sublegionsstab |
| ------------------- | ----------- | --------- | ----------------- |
| Generalmajor        | 1           | -         | -                 |
| Brigadgeneral       | -           | -         | 1                 |
| Ordonnansofficer    | 2           | -         | 1                 |
| Adjutant            | 1           | -         | 1                 |
| Kvartermästare      | 1           | -         | 1                 |
| Underkvartermästare | 1           | -         | -                 |
| Läkare              | 1           | 4         | -                 |
| Fältskär            | -           | 12        | -                 |
| Pastor              | -           | 6         | -                 |
| Brigadmajor         | -           | -         | 1                 |
| Överstelöjtnanter   | 2           | -         | -                 |

Anmärkning: Legionsstabens två överstelöjtnanter var chefer för respektive dragon- och artilleribataljonerna.
- Källa:[2]

| Personal             | Ett dragonkompani | Ett artillerikompani | En infanteri- eller jägarbataljon |
| -------------------- | ----------------- | -------------------- | --------------------------------- |
| Överstelöjtnant      | -                 | -                    | 1                                 |
| Kvartermästare       | -                 | -                    | 1                                 |
| Adjutant             |                   | -                    | 1                                 |
| Kapten               | 1                 | 1                    | 4                                 |
| Löjtnant             | 1                 | 2                    | 4                                 |
| Kornett              | 1                 | -                    | -                                 |
| Fänrik               | -                 | -                    | 4                                 |
| Bataljonsadjutant    | -                 | -                    | 1                                 |
| Bataljonskommissarie | -                 | -                    | 1                                 |
| Bataljonstrumslagare | -                 | -                    | 1                                 |
| Sergeant             | 6                 | 4                    | 24                                |
| Korpral              | 6                 | 4                    | 24                                |
| Hovslagare           | 1                 | -                    | -                                 |
| Hantverkare          | -                 | 10                   | -                                 |
| Sadelmakare          | 1                 | -                    | -                                 |
| Spel                 | -                 | -                    | 8                                 |
| Trumpetare           | 1                 | -                    | -                                 |
| Dragoner             | 65                | -                    | -                                 |
| Meniga               | -                 | 40                   | 328                               |

Anmärkning: I stället för en bataljonstrumslagare och åtta spel hade en jägarbataljon en bataljonstrumpetare och fyra trumpetare.
- Källa:[2]